# Tommaso De Vigilia

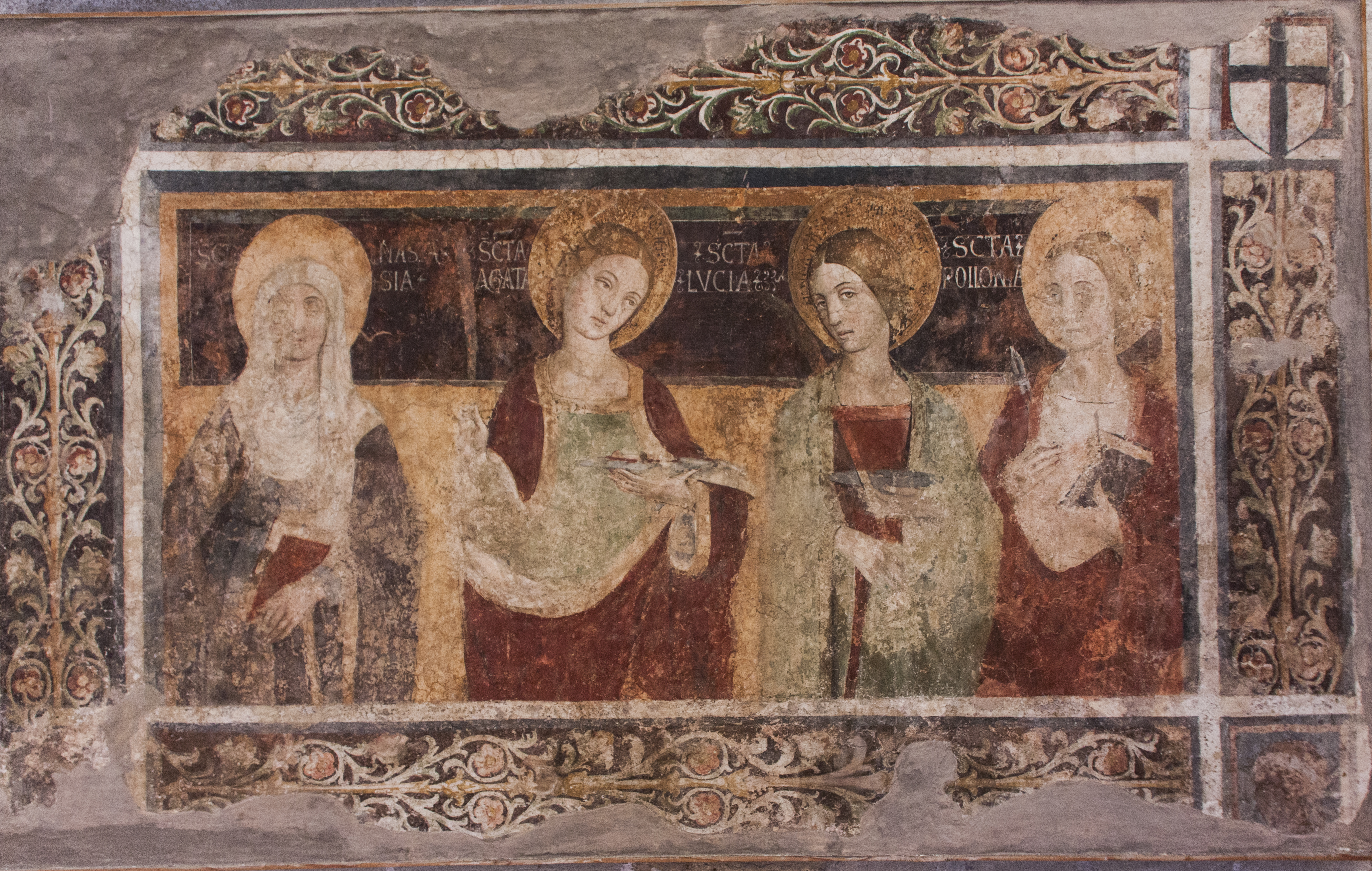
Le SS. Anastasia, Agata, Lucia e Apollonia presso il Museo di Palazzo Abatellis

Tommaso De Vigilia (Palermo, ... – ...; fl. XV secolo) è stato un pittore italiano, attivo tra il 1444 ed il 1497.

## Biografia
Originario di Palermo, dato che si firmava civis Panorm, Panormita o anche pictoris de urbe Panormi, fu uno dei protagonisti della pittura siciliana per oltre mezzo secolo. Perduti i lavori più antichi ricordati nei documenti, non si può risalire alla sua formazione artistica, anche se la tradizione vuole che si sia svolta nella bottega di Gaspare da Pesaro.
Il suo lavoro principale è una Madonna col Bambino e santi, ora alla Galleria regionale della Sicilia di Palermo, opera firmata e datata 1486, denota la presenza di ricordi più arcaici e la volontà di inserirsi in quel nodo culturale che lega fatti marchigiani, provenzali e catalani. Questa caratteristica è presente in tutta la sua produzione, anche se in qualche opera si può trovare qualche suggestione derivata da Antonello da Messina. Le sue opere si conservano soprattutto a Palermo: San Nicola di Bari del 1488, San Giovanni Evangelista, affreschi del 1492 staccati già a Risalaimi, ora Galleria regionale della Sicilia, Madonna col Bambino, angeli musicanti e santi, ora nella collezione Tasca e Battesimo di Cristo, ora nella collezionale Santocanale.

## Opere

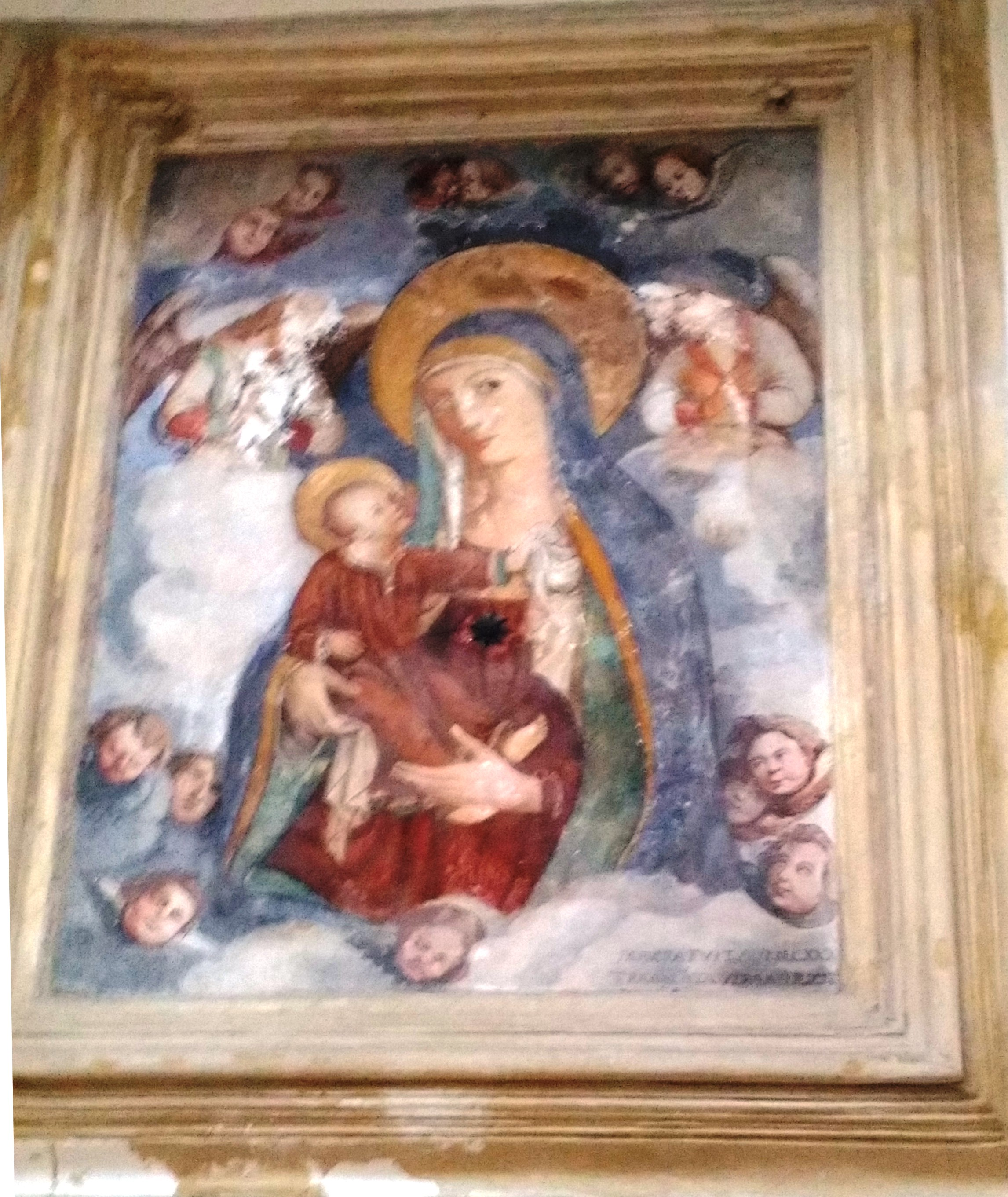
Santa Maria della Stella di Alcamo.

### Agrigento e provincia
- 1494, Vergine con Bambino raffigurata tra San Pietro, San Paolo e Santa Rosalia, dipinto su tavola autografo recante l'iscrizione "Thomas de Vigilia pinxit MCCCCLXXXXIIII", opera commissionata per la chiesa di Santa Rosalia di Bivona.[2]

### Enna e provincia
- 1481, Gonfalone, manufatto con opera di pittura, coloritura, indoratura documentato per la Confraternita di Santa Domenica di Piazza Armerina.[3]

### Palermo e provincia

#### Corleone
- 1492, Madonna del Carmine raffigurata tra otto quadretti della Regola carmelitana, opera custodita nella chiesa del Carmine di Corleone.[4]

#### Palermo

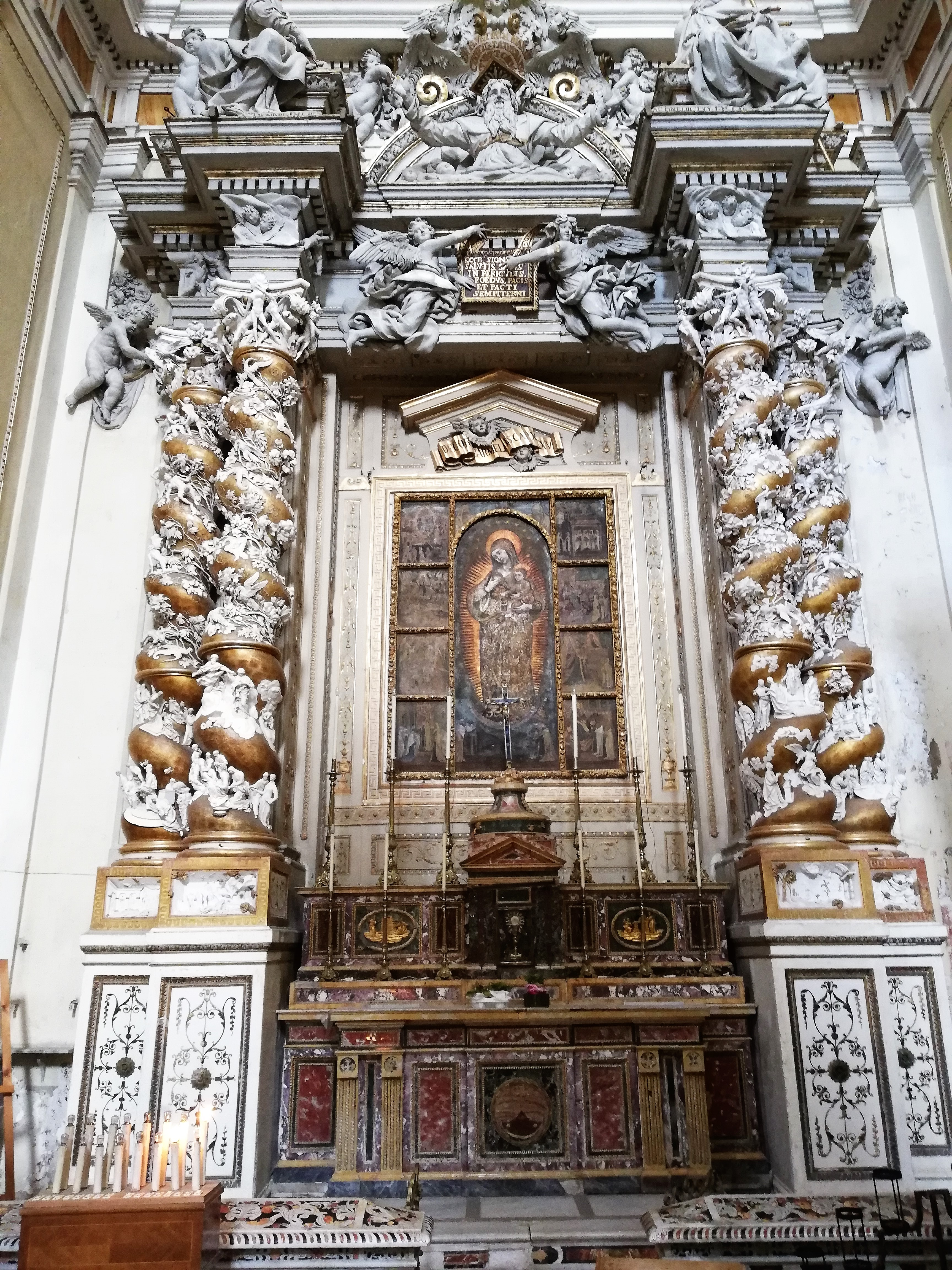
Madonna del Carmelo, chiesa del Carmine Maggiore.

- XV secolo, Vergine che allatta il Bambino ritratta fra angeli, San Ludovico da Tolosa e San Bernardino da Siena sulla sinistra, Sant'Antonio Abate e San Francesco d'Assisi sulla destra, episodi evangelici nella predella, attribuzione, trittico ereditato dalle famiglie Tasca d'Almerita Branciforti e documentato a Villa Camastra di Palermo.[5]
- XV secolo, Battesimo di Gesù nel fiume Giordano, attribuzione, opera documentata tra i beni degli eredi della famiglia Santocanale.[6]
- XV secolo, Madonna con Bambino, dipinto, opera documentata nella chiesa di Santa Maria della Catena.[7]
- XV secolo, San Giovanni Evangelista, dipinto, opera documentata nella chiesa di San Giovanni degli Eremiti.
- XV secolo, Cristo Redentore con i simboli della Passione, olio su tela, attribuito, nella chiesa di S. Ippolito Martire.
- 1480, Vergine ritratta tra Santa Chiara d'Assisi e San Paolo, San Pietro e San Francesco d'Assisi, opera autografa "MCCCCLXXX. Thomas de Vigilia pinxit." documentata nella chiesa di Santa Chiara.[3]
- 1481, Triade raffigurata con la Vergine Maria e San Giovanni Evangelista, dipinto su tela, opera autografa "MCCCCLXXXI THOMAVS DEVIGILIA PINSIT" proveniente dalla chiesa di San Giovanni dei Lebbrosi, documentata nella sacrestia della chiesa di Settecannoli.[8]
- 1484, San Sebastiano, dipinto su tela, opera autografa "Thomaus de Vigilia pinsit MCCCCLXXXIIII" documentata nel refettorio, poi nel cortile della chiesa di Santa Maria di Gesù.[9]
- 1488, San Nicolò di Bari, dipinto su tavola, opera autografa "THOMAVS DEVIGILIA PINSIT MCCCCLXXXVIII" documentata per la Confraternita di San Nicolò di San Francesco della chiesa di San Nicolò Reale.[10]
- 1488, San Nicolò di Bari, affresco sulle volte, opera documentata per la Confraternita di San Nicolò di San Francesco della chiesa di San Nicolò Reale.[10]
- 1492, Madonna del Carmine raffigurata tra otto quadretti della Regola carmelitana, opera autografa "Thomas de Vigilia pinsit anno Domini MCCCCLXXXXII" documentata per la chiesa del Carmine Maggiore.[11]
- XV secolo, Sant'Angelo Carmelitano e Sant'Alberto Carmelitano, dipinti su tavole, opere documentate nella chiesa del Carmine Maggiore.[12]
- 1493, Vergine ritratta San Sebastiano e San Rocco, dipinto, opera commissionata dalla famiglia Bologna per la chiesa di San Sebastiano.[13]
- 1493, San Sebastiano, dipinto su tavola, opera commissionata per la Confraternita dell'Annunziata della chiesa della Nunziata delli Spersi a Porta San Giorgio.[2]
- 1493c., Episodi di vita di Nostra Donna, sedici quadroni su tavola a decorazione del tetto, opere attribuite e documentate nella chiesa della Nunziata delli Spersi a Porta San Giorgio.

Galleria regionale della Sicilia di «Palazzo Abatellis»:
- 1462, Vergine Maria con Bambino ritratta in trono fra angeli musici con San Giovanni Evangelista e San Pietro, scene dell'Annunciazione e Redentore centrale, nella predella mezze figure di Apostoli fanno ala alla scena della Risurrezione, trittico, attribuzione, opera proveniente dalla chiesa del Carmine Maggiore.[14]
- 1470, Ciclo, affreschi trasportati su tela, opere provenienti dalla chiesa di Santa Maria di Risalàimi, primitiva concessione dell'Ordine dei Cavalieri Teutonici di Misilmeri.[15]
- XV secolo, Madonna col Putto, dipinto su tavola ovale, attribuzione, opera proveniente da Alcamo.[16]
- XV secolo, Coronazione della Vergine operata dal Bambino ritratta fra angeli musici San Leoluca da Corleone e San Giovanni Evangelista a sinistra, San Giovanni Battista e San Michele Arcangelo a destra, scene tratte dai Vangeli nella predella, pentittico, opera proveniente dal monastero del Santissimo Salvatore dell'Ordine benedettino di Corleone.[17]
- 1486, Vergine che allatta il Bambino ritratta con Sant'Agata e Santa Lucia, San Giuseppe e San Calogero, San Cristoforo a sinistra, San Domenico di Guzmán a destra, dipinto su tavola, opera autografa "THOMAVS DEVIGILIA PANORMITA PINSIT MCCCCLXXXIIII" proveniente da una chiesa di Sciacca, poi entrato nelle disponibilità della quadreria Verdura.[18]
- 1488, Vergine con Bambino raffigurata con San Teodoro Vescovo a sinistra e San Girolamo a destra, dipinto su tavola, opera autografa "MCCCCLXXXVIII Thomas de Vigilia" documentata nel coro della chiesa di Sant'Andrea alle Vergini a Porta Oscura del monastero dell'Ordine benedettino.[19]
- 1492, San Giovanni Evangelista, dipinto su tela, opera autografa "THOMAVS DEVIGILIA PINSIT MCCCCLXXXXII" documentata nel monastero di Santa Maria Maddalena dell'Ordine benedettino di Corleone.[19]

Cattedrale metropolitana primaziale della Santa Vergine Maria Assunta:
- XV secolo, Croce, manufatto ligneo dipinto, opera documentata.[20]
- 1466, Presentazione della Vergine al Tempio, dipinto su tavola, commissione dell'arcivescovo Niccolò Puxades per l'altare maggiore,[21] opera rimossa nel 1507 per la costruzione della Tribuna di Antonello Gagini.[22]
- XV secolo, Ciclo, raccolta di tavole raffiguranti Cacciata dei mercanti dal Tempio, Ingresso messianico a Gerusalemme - queste prime due tavole documentate fino al 1630 nella Cappella di Santa Lucia - Cattura nell'Orto degli Ulivi di Getsemani, Gesù nel Sinedrio.[23] Dipinti documentati nella tribuna, in seguito nella cripta, infine nella Cappella di Sant'Atanasio.

### Trapani e provincia
- 1464, Vergine con Putto ritratta fra angeli, affresco proveniente dalla chiesa di Santa Maria della Stella dell'Ordine dei frati predicatori, staccato e trasferito nel 1661 nella seconda cappella a destra della nuova chiesa di Santa Maria del Rosario di Alcamo.[16]